# Capilla de la Magdalena (Orense)
La Capilla de la Magdalena fue un templo católico del siglo xiii ubicado en Orense (Galicia, España).

## Historia
La primera noticia que se tiene sobre la capilla consta en un escrito del 5 de noviembre de 1276 el cual se conserva en el archivo de la catedral, donde figura el «arrendo de una casa a Elvira Fernández sobre la iglesia de Santa María Magdalena», mientras que en otro documento del 13 de enero de 1295 se plasma un foro a Pedro Pérez, mercader, y a su mujer Dominga Estévez de unas casas «in tendis prope ecclesiam Sancte Marie Magdalene, in canto vici [...]»:: 337 

Notum sit omnibus per hoc scriptum quod magister Petrus, decanus, et capitulum Auriense, volentes gratiam facere specialem Petro Petri, mercatori, et uxori sue, Dominice Stephani, de quibusdam domibus que sunt in tendis prope ecclesiam Sancte Marie Magdalene, in canto vici in quibus ipsi moratur [...].: 62 
Sepa a todos por esta escritura que el señor Pedro, deán, y cabildo Auriense, queriendo hacer un favor especial a Pedro Pérez, mercader, y a su mujer, Dominga Estévez, respecto a ciertas casas que están en las tiendas cerca de la iglesia de Santa María Magdalena, en el canto del pueblo en el que él mismo habita [...].

Por su parte, en otro escrito con fecha del 17 de agosto de 1315 aparece lo siguiente: «Composición entre Martín Martínez, capellán de Santa María Magdalena y Alfonso Pérez de Bóveda, por razón de algunos desperfectos en una casa de dicha capilla en la Rúa de Arcedianos». Del 4 de febrero de 1345 data el siguiente texto: «Lorenzo Eanes, canónigo y vicario del obispo don Álvaro, manda hacer entrega a Juan Alfonso, clérigo de coro, tendedor de la capilla de la Magdalena, una casa en la Rúa Arcedianos, por haber fallecido el forero». Hay constancia el 30 de mayo de 1430 de que «Gómez Ares, racionero, tenedor de la capilla Fungoso, sita en la capilla de la Magdalena, afora a Diego Díaz, bulseyro, y a su mujer María Afonso, y a diez voces, un piteiro de viña en Río de Fosado, por 20 mrs.». A su vez, un pergamino del 13 de noviembre de 1489 hace constar un «foro a Álvaro Vázquez, canónigo, y a seis voces, de unas casas asobradas co seu sotoon e cámara, junto a la capilla de la Magdalena, por 160 mrs. viejos». No menos importante es un texto con fecha del 8 de agosto de 1523: «Vasco Blanco, cumplidor de Roy do Olmo, vende a Francisco Fernández una casa en la Rúa Penavigía, forera a la capilla de la Magdalena, por 5000 pares de blancas, pagos en una taza de plata dorada grande». Sumado a esto, un escrito del 15 de junio de 1529 hace constar un «foro a Pedro Fernández y a su mujer Constanza García, y a ocho voces, de unas casas asobradas junto a la Plaza y capilla de Santa María Magdalena, por 160 mrs. viejos»,: 337–338  mientras que en un documento de 1754 relativo a la construcción de una fuente se plasma lo siguiente: «[...] ofreció un pedazo de sitio demoliendo una Casa que tiene frente a la puerta de la Cathedral pegada a la Capilla de Santa Maria Magdalena en que vivia Da. Josefa Vázquez, viuda de Balthasar Montero escrivano de nómero que fue de esta ciudad, quedando asi dicha Plazuela mas espaciosa para construir en ella dicha fuente con sus caíos».: 47–48  Por último, en un escrito de los siglos xviii o xix perteneciente a los archivos de la catedral constan una serie de obras en el claustro de la seo donde se hace mención a la capilla:

Y otro quarto que de antiguo se halla fabricado, con sus bóvedas de cruceria, el que tambien es principio de Claustro, y que para continuar dicho Claustro, segun sus principios, y que quede con la comodidad necessaria tomando las medidas al largo que le permite el costado de la Yglesia por esta parte, y dicese puede fabricar dicho Claustro, sin tocar en la Capilla de la Magdalena, y quedarle para calle entre dicha Capilla y el referido Claustro quince pies de ancho; y para executarse como lleban dicho, es necesario desmontar tres casas que forman la calle que llaman de las Ollas, y otras tres que hacen frente a la Plaza Mayor, como tambien dos casas que estan separadas entre dicha Santa Yglesia y la calle de las Ollas, y executandose en esta forma quedaria calle muy capaz y sin rodeo alguno considerable, pues solo se arrodea veinte a veinte y dos varas por la parte de la Capilla de la Magdalena, pues por la parte de abaxo sale a enmedio de la Plaza, a corta diferencia, y sin que para este efecto y formacion del Claustro, se embarace el passo a Santa Maria la Madre, Capilla de la Magdalena, Cimenterio y Palacio Episcopal.: 48 

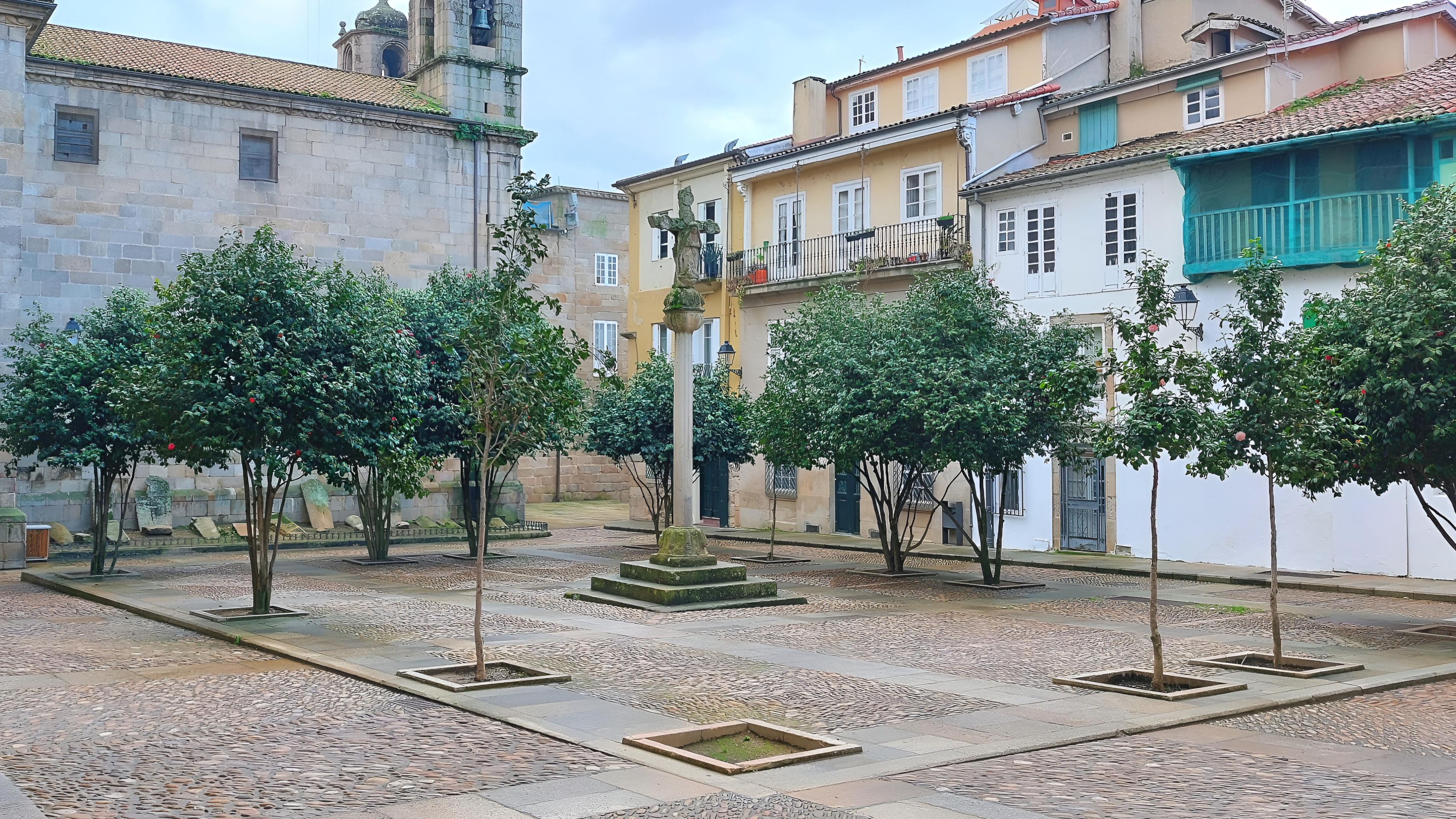
Plaza de la Magdalena.

Estos diez documentos, todos ellos de carácter privado, dejan patente con total claridad la existencia de una capilla o iglesia dedicada a la Magdalena. Destaca por su parte una referencia a este templo que lo vincula con el arquitecto del cimborrio de la seo orensana, Rodrigo de Badajoz; fechado el 16 de diciembre de 1511, el escrito en cuestión permite conocer que Constanza Blanco, vecina de la ciudad, donó y cedió a Badajoz «las casas que tenía en foro del Cabildo, de la Plaza del Pescado […] que demarca e tienen por linderos e demarcaciones de la una parte la Ig.a de St.a M.a Magdalena […] e tienen las puertas junto con la entrada e portal de la dicha Ig.a de la Magdalena […]». Cabe destacar que documentalmente se afirma que el templo se hallaba en una plaza dedicada también a la Magdalena, lugar que se conserva y sigue ostentando la misma titularidad pese a que para la mayoría de los orensanos su origen sigue resultando desconocido.: 338–339 
En un registro consignado en el Libro de aniversarios de la Catedral de Orense, parte del archivo de la seo, se hace referencia a la situación de varias capillas y dependencias así como al estado de las sepulturas más importantes: «En Santa María Madre, en el claustro, estaba un púlpito, (cátedra praedicationis) y hacia la plaza había unas columnas, […] se añade que estaban a la salida de Santa María Magdalena. Tambien se habla del luminare capellae S. Mariae Magdalene. […] Se considera como fundador de la capilla de Santa María Magdalena a don Rodrigo Pérez Fungoso, y, por tanto, injustamente se le dio a D. Juan Gayoso». La capilla quedó bajo el patronato del cabildo hasta 1626, año en que fue cedida a Juan Gayoso Noguerol Prado y Gato, alférez mayor y regidor, casado con Catalina de Neira Mendoza Bermúdez de Castro. El templo fue entregado a Gayoso para sí mismo y sus descendientes bajo una serie de condiciones:: 339–340 

El Cabildo entregará toda la capilla alto y bajo desde las paredes de la casa de don Juan de Gayoso hasta las del altar mayor para que en ellas pudiera edificar, poner rejas, abrir puertas desde dicha casa poner escudos de armas rótulos, celosías y todo lo que le pareciese.: 340 

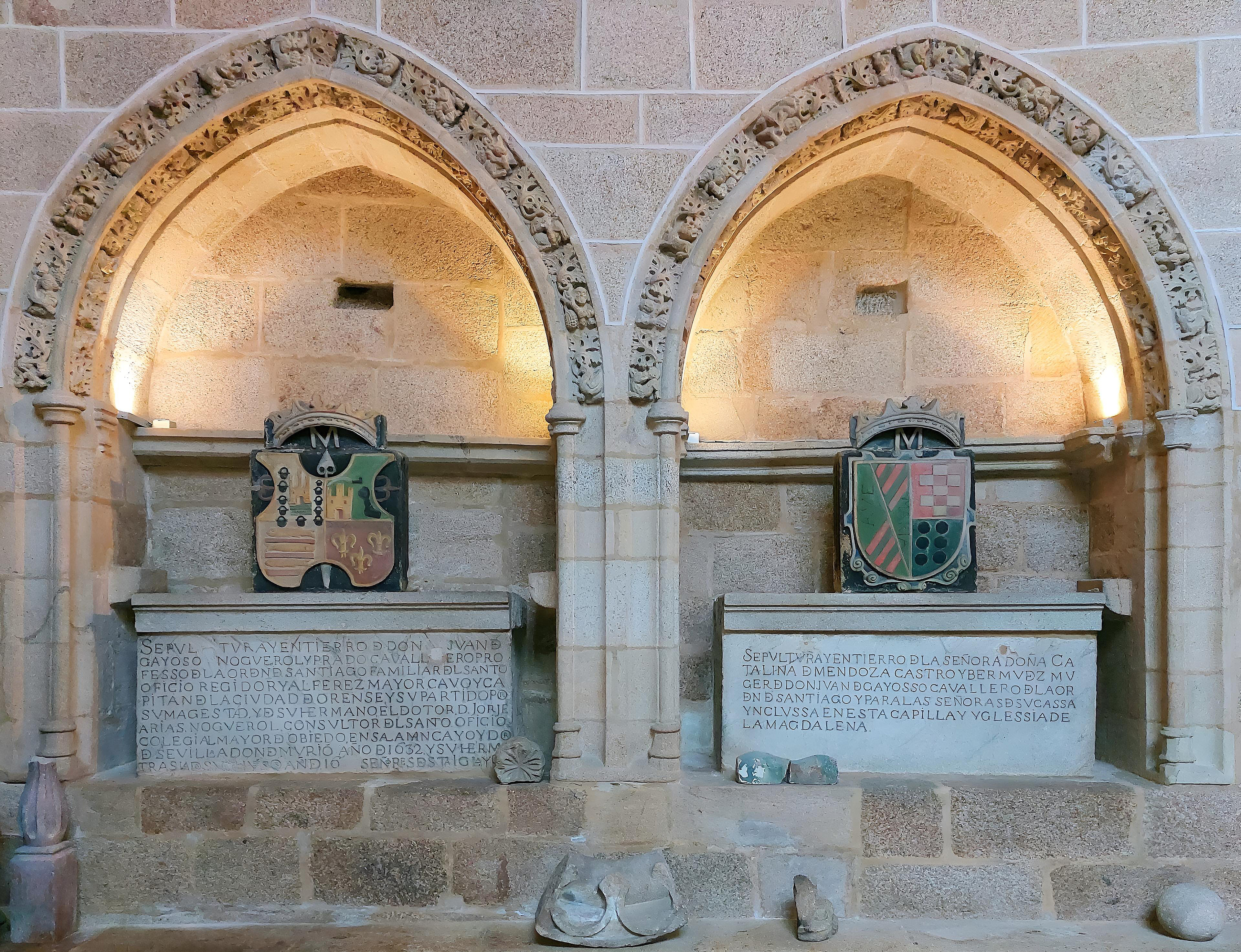
Sepulcros de Gayoso y Mendoza.

Gayoso procedió a reparar la capilla puesto que tanto los muros como el tejado se encontraban en pésimas condiciones, instalando además una puerta de gran calidad y resistencia que daba a la plaza y haciendo entrega de las llaves al cabildo, dejando constancia de que pese a ser su dueño Gayoso no impediría al cabildo atravesar la capilla cuando se dirigiese de la catedral a la Iglesia de Santa María Madre. Por motivos del patronato, Gayoso daba a la fábrica de la seo cinco moyos (1290 litros) de vino blanco de renta, procedentes de un viñedo de su propiedad ubicado en Reza. Otra de las condiciones impuestas era la prohibición de sepultar a alguien ajeno a la familia de Gayoso o sus herederos, además de no poder tener cofradías ni poder celebrar misa los mayordomos y cofrades de la misma, salvo con autorización del patrón o de sus sucesores. En la capilla tenían su sepultura tanto Gayoso como su esposa, las cuales se coronaban cada una con sus escudos, todo ello trasladado a la Capilla de San Juan de la catedral tras el derribo del templo en 1847 «por servicio público»; los dos sepulcros se encuentran en el paramento sur, siendo el de la izquierda el de Gayoso y el de la derecha el de Mendoza, ambos con inscripciones en los sarcófagos:: 340–341 
| Sarcófago de Gayoso | Sarcófago de Mendoza |
| --- | --- |
| Sepultura y entierro de D. Juan de Gayoso Noguerol y Prado caballero profeso de la Orden de Santiago familiar del Santo oficio Regidor y Alférez Mayor cabo y capitán de la ciudad de Orense y su partido por su magestad, y de su hermano el dotor D. Sorje Arias Noguerol Consultor del Santo oficio colegial mayor de Oviedo en Salamanca y oidor de Sevilla adonde murió año 1632 y su hermano trasladó sus huesos año de 16 […] señores de esta Iglesia y 61.: 153 | Sepultura y entierro de la señora Doña Catalina de Mendoza Castro y Bermúdez muger de D. Juan de Gayoso caballero de la orden de Santiago y para las señoras de su casa inclusa en esta Capilla y Iglesia de la Magdalena.: 153 |

En la Capilla de la Magdalena se conservaba un retablo barroco el cual aún constaba que se hallaba en el interior del templo el año en que se produjo su derribo; esta pieza sería donada en 1853 a la Iglesia de San Juan de Sobreira por disposición del conde de Rivadavia, quien entonces ostentaba el patronato de la iglesia. Por último, cabe destacar otros dos documentos relativos a la capilla: el testamento de García Díaz de Espinosa, vecino y regidor de Orense, con fecha del 4 de mayo de 1439, donde consta que «para o lume das lámparas da citada igrexa d'Ourense e de Santa María Magdalena e de Santa María a Madre, da do Posyo e de Reça e da Trenydad, medio açumbre d'aceyte a cada igrexa», mientras que en otro escrito figura un «embargo e empedreamento dunha casa que á par da igrexa da Madalena facía Johan Paas en dano do Conçello e do cabidoo».: 341–342 

## Descripción

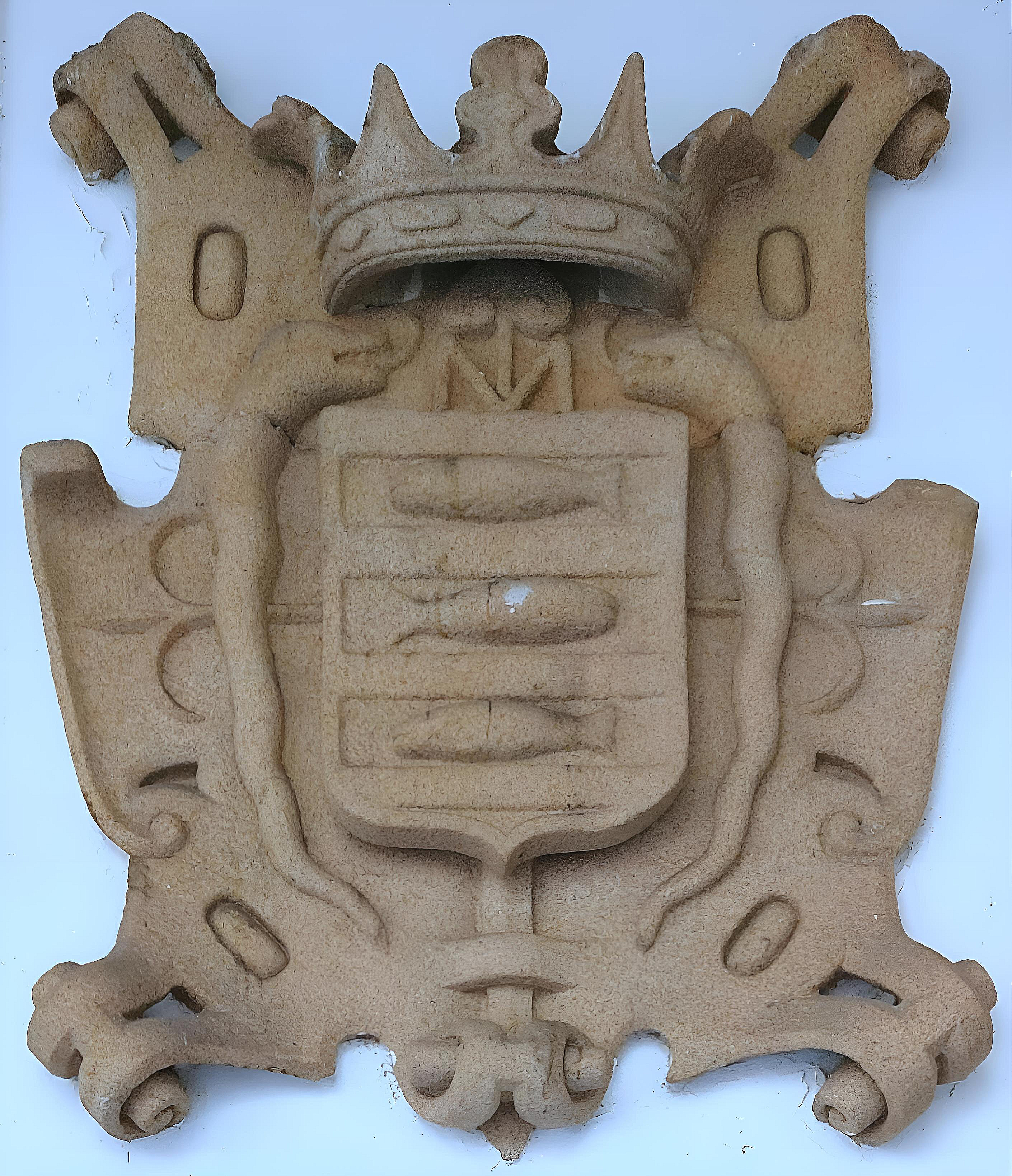
Escudo de Gayoso en la fachada de la sede de la Confederación Empresarial de Orense.

Desafortunadamente no se conserva ninguna fotografía o dibujo de la capilla ni tampoco ninguna descripción que permita conocer qué forma tenía o al menos a qué estilo arquitectónico pertenecía. Se sabe que en el siglo xiii ya estaba construida, por lo que se supone que se levantaría siguiendo los modelos artísticos propios de la época, si bien este aspecto no se puede formular con seguridad ya que lo único que se conoce de la capilla son los sepulcros de Gayoso y Mendoza junto con sus escudos más el retablo que la presidía. A mayores se sabe que su emplazamiento exacto se encontraba en las escaleras de la Fuente Nueva, en la plaza del Trigo, y en el solar que hoy ocupa un bloque de viviendas de reciente construcción donde anteriormente hubo un edificio derribado en 1974 que contaba con una vistosa balconada de madera: 342  y en el bajo con un arco ciego atípico de este tipo de construcciones, posible vestigio de la capilla. La actual estructura, de cuatro pisos y carente por completo de interés artístico, se ubica en el n.º 2 de la calle Cardenal Cisneros y da a su vez a la plaza del Trigo y a la plaza de la Magdalena.: 342  Según un antiguo rumor, existía un pasadizo o túnel que conectaba la capilla con la catedral, aunque lo que sí se sabe con seguridad es que en el edificio construido tras el derribo de la capilla se instaló la poderosa cofradía de los carniceros («Brancos»), quienes proporcionaban los toros utilizados para amenizar las fiestas de la ciudad.
Por su parte, destaca el hecho de que a pocos metros, en la fachada de la sede de la Confederación Empresarial de Orense, sita en el n.º 6 de la calle Modesto Fernández, se halla un escudo con la heráldica de Gayoso; esto se explica por el hecho de que el edificio, anteriormente pazo, pertenecía al mayorazgo de Benito Prado Montenegro, alférez mayor y regidor de Orense, quien en febrero de 1615 testó a favor de Gayoso, su sobrino. Por otro lado, en la ciudad no se conserva a día de hoy ningún templo o retablo dedicado a la Magdalena, la cual al parecer tan solo cuenta, además de con la plaza homónima, con otros seis elementos vinculados a ella en la ciudad, todos custodiados en la catedral: unas reliquias consistentes en dos costillas guardadas en el Museo Catedralicio, una insignia de peregrinación con una imagen de la santa (también en el Museo Catedralicio), y cuatro tallas: un relicario, un relieve perteneciente al coro catedralicio y dos imágenes de bulto redondo, una en la Capilla de San Juan y la otra en la Capilla del Santo Cristo, ambas reproducciones a escala de la escultura de Pedro de Mena.: 88 